# Kumroj
Kumroj (nep. कुमरोज) – gaun wikas samiti w środkowej części Nepalu w strefie Narajani w dystrykcie Chitwan. Według nepalskiego spisu powszechnego z 2001 roku liczył on 1448 gospodarstw domowych i 7561 mieszkańców (3917 kobiet i 3644 mężczyzn).